# Ладожский вокзал
Ла́дожский вокза́л — пассажирский терминал железнодорожной станции Дача Долгорукова Санкт-Петербургского железнодорожного узла.
Самый современный из пяти действующих железнодорожных вокзалов Санкт-Петербурга, открытый в 2003 году с целью разгрузки Московского и Финляндского вокзалов. Единственный вокзал города со сквозным движением поездов. Расположен в Красногвардейском районе по адресу Заневский проспект, 73 у станции метро «Ладожская».

## История

### Дача Долгорукова
Разъезд Яблоновка был открыт в 1913 году в составе Финляндской соединительной линии, призванной связать между собой Финляндский вокзал с Путиловской линией и всей остальной левобережной частью Петербургского железнодорожного узла. В 1913—1914 годах при разъезде был построен вокзал в стиле модерн. Тогда же от станции была проложена временная ветка до станции Охта, сооружавшейся как головная станция железной дороги на Расули. Поскольку на главном ходу Октябрьской железной дороги существовала станция с таким же названием, разъезд был переименован в станцию Дача Долгорукова, в честь находившихся здесь ранее земель сподвижника Петра I Якова Долгорукова.
В 1973 году Ленгипротрансом был разработан проект нового вокзала под названием Ленинград-Ладожский, расположенного на правом берегу Невы. Подобные проекты существовали и ранее, но впервые предполагалась постройка не тупикового, а проходного вокзала, способного разгрузить Московский и Финляндский вокзалы, работавшие на пределе своих возможностей. Предполагавшаяся ранее для постройки тупокового вокзала станция Охта не подходила для нового проекта и его было предложено реализовать на основе станции Дача Долгорукова. Предполагалось помимо вокзала и парка перронных путей с пассажирскими платформами построить на Даче Долгорукова вагонное депо с вагономоечным цехом и техническими вагонными парками, комплекс служебно-технических зданий, прижелезнодорожный почтамт и багажные платформы. Проект был утверждён Министерством путей сообщения в 1975 году, но дальше строительство не пошло — проект оказался слишком дорогим; вместо постройки нового вокзала были построены пересадочные узлы со станциями метро Комсомольская, Удельная, Обухово и Рыбацкое, позволившие частично разгрузить Московский и Финляндский вокзалы от пригородного движения, а также ремонтно-экипировочное вагонное депо на станции Ленинград-Товарный-Московский.
Вокзальный комплекс в районе Малой Охты построен в 2001—2003 годах по проекту архитектора Никиты Явейна, разработанному ещё в 1970-х годах.
В контексте организации пассажирских перевозок, прежде всего при печати билетов, для станции используется название Санкт-Петербург-Ладожский (С-ПЕТ-ЛАД), при этом название Дача Долгорукова не упразднялось и фигурирует, например, в тарифном руководстве № 4 и справочнике железнодорожных станций на официальном ресурсе РЖД

## Архитектура
Вокзальный комплекс состоит из вокзала пригородных поездов и вокзала поездов дальнего следования. Проектировщик вокзального комплекса: архитектурное бюро «Студия 44». В качестве одного из прототипов использовался нереализованный проект реконструкции Николаевского (Московского) вокзала в неоклассическом стиле, созданный архитектором Иваном Фоминым в 1912 году, но не сумевший одержать победу на конкурсе. Вокзал пригородных поездов расположен на подземном (нижнем) ярусе, вокзал поездов дальнего следования — в распределительном зале-конкорсе над железнодорожными путями, занимая весь верхний ярус. Основное пространство верхнего яруса на Ладожском вокзале: трёхсводчатый остеклённый световой зал дебаркадерного типа, обрамлённый двумя круглыми башнями; к северному фасаду примыкает автостоянка с въездной эстакадой над путями, отходящей от Заневского проспекта, и пешеходным лестничным спуском на Зольную улицу. Внутри пассажирского зала расположены необходимые для пассажиров службы. Комплекс соединён с наземным вестибюлем станции метро «Ладожская». Проект вокзального комплекса получил «гран-при» на международном архитектурном фестивале «Зодчество 2001» в номинации «Особо значимые социальные проекты». Южнее расположены четыре высоких посадочных платформы, накрытых навесами: две длинные, предназначенные для приёма поездов дальнего следования, и две короткие, для пригородных поездов (восточная пригородная платформа в 2020 году была удлинена за счёт пристройки низкого дощатого настила, что связано с запуском низкопольного поезда «Стриж» сообщением Самара — Санкт-Петербург).
После возникновения вокзала также началась интенсивная застройка окружающей территории масштабными жилыми и коммерческими строениями с использованием территорий многочисленных прилегающих бывших промышленных зон.

### Галерея
- ст. Дача Долгорукова, 2017 г.
- Световой зал вокзала
- Вид со стороны Зольной ул.
- Панорама Ладожского вокзала с западной стороны (2010)

## Пассажирское движение
Ладожский вокзал является основным транзитным пунктом Санкт-Петербурга для проходящих поездов дальнего следования. С 2003 по 2006 год с вокзала отправлялись поезда «Репин» и «Сибелиус» сообщением Санкт-Петербург — Хельсинки, затем они были переведены обратно на Финляндский вокзал. Каждый час услугами Ладожского вокзала пользуются более 600 человек.
Пригородные поезда следуют до станций: Мга, Невдубстрой, Кириши, Пупышево, Волховстрой, Капитолово, также осуществляется ускоренное движение до станций Будогощь и Тихвин. Существуют согласованные рейсы от станции Волховстрой-1 до станций Бабаево и Свирь.
В 2018 году от вокзала в несколько близлежащих районов города стал ходить новый вид внутригородского рельсового транспорта  частный трамвай «Чижик». Трамвайный терминал был заранее предусмотрен конструкцией вокзала.

### Основные направления
| Страна         | Пункт назначения |
| -------------- | --- |
| Россия         | Москва, Мурманск, Архангельск, Вологда, Воркута, Сыктывкар, Ижевск, Костомукша, Кострома, Екатеринбург, Новокузнецк, Киров, Сонково, Петрозаводск, Тюмень, Челябинск, Старый Оскол |
| Абхазия/Грузия | Сухум(и) |

### Перевозчики и расписание
| Перевозчик                                        | Дистанция                               | Расписание |
| ------------------------------------------------- | --------------------------------------- | ---------- |
| РЖД (ФПК, ДОСС)                                   | Дальнее следование                      | РЖД        |
| Северо-Западная пригородная пассажирская компания | Межрегиональное и пригородное сообщение | СЗППК      |

### Скоростное и ускоренное движение
| Дистанция                                  | Дистанция     | Дистанция                                                                                 | Остановки | Протяжённость             | Время в пути | Перевозчик      | Тип поезда | Вагонов |
| ------------------------------------------ | ------------- | ----------------------------------------------------------------------------------------- | --------- | ------------------------- | ------------ | --------------- | ---------- | ------- |
| Санкт-Петербург Ладожский вокзал Ладожская |               |                                                                                           |           |                           |              |                 |            |         |
| ↔                                          | Петрозаводск  | Волховстрой I, Лодейное Поле, Свирь, Подпорожье                                           | 402 км    | 4 ч. 59 мин. 5 ч. 25 мин. | ФПК          | ЭС1П «Ласточка» | 5          |         |
| ↔                                          | Тихвин        | Мга, Волховстрой I, Волховстрой II, Куколь, Сорокино, Мыслино, Валя, Цвылево, Костринский | 183 км    | 3 ч. 15 мин. 3 ч. 23 мин. | СЗППК        | ЭС2Г «Ласточка» | 5          |         |
| ↔                                          | Волховстрой I | Мга, Апраксин, Назия, Жихарево, Войбокало, Пупышево                                       | 113 км    | 1 ч. 43 мин.              | СЗППК        | ЭТ2М            | 8          |         |
| ↔                                          | Будогощь      | Мга, 3 км, Старая Малукса, Малукса, 52 км, 55 км, Кириши, Пчёвжа                          | 140 км    | 2 ч. 13 мин. 2 ч. 20 мин. | СЗППК        | ЭД4М            | 6          |         |

## Перспективы развития
В рамках реализованных конструкций вокзала имеется физическая возможность прокладки дополнительного пассажирского пути № 13 (к той же платформе, что и путь № 12), а также ещё трёх транзитных путей без высоких платформ № 14-16 за ним, и две новый низкие боковые длинные платформы на пути № 3 и 16. Строительство дополнительных платформ невозможно из-за отсутствия места.
Существовали проекты организации сквозного движения электричек через станцию, что дало бы городу транспортное кольцо, однако никаких реальных действий в этом направлении ни городские власти, ни железная дорога не предпринимали до 2020 года, когда весной, во время пандемии коронавируса, через вокзал прошли несколько пробных электричек от Красного Села до Парголова. В 2017 году был предложен очередной проект «городской электрички», также названный «открытое метро». Препятствиями для его реализации называют неудовлетворительную пропускную способность прилегающего к Ладожскому вокзалу Финляндского железнодорожного моста и планы по строительству Восточного скоростного диаметра, который также должен пройти через Ладожский вокзал. В конце 2020 был озвучен план уже летом 2021 года запустить через Ладожский вокзал рельсовые автобусы в Кудрово от станции Волковская до станции Нева.
В начале 2020 года РЖД обнародовала комплекс масштабных планов по реорганизации петербургского узла стоимостью около 600 миллиардов рублей. Подтвердились планы по созданию городских электричек по типу московских, анонсировано увеличение объёмов существующих перевозок, вывод грузового движения из центральной части города и многое другое. Ладожский вокзал в этих планах играет роль одного из главных хабов новой сети.